# Novi Marof
Novi Marof este un oraș în cantonul Varaždin, Croația, având o populație de 13.246 de locuitori (2011).

## Demografie
Componența etnică a orașului Novi Marof
     Croați (99,2%)
     Necunoscut (0,12%)
     Neclasificat (0,58%)
Componența confesională a orașului Novi Marof
     Catolici (97,79%)
     Necunoscută (0,82%)
     Alte religii (1,39%)
Conform recensământului din 2011, orașul Novi Marof avea 13.246 de locuitori. Din punct de vedere etnic, majoritatea locuitorilor (99,2%) erau croați. Apartenența etnică nu este cunoscută în cazul a 0,12% din locuitori. Din punct de vedere confesional, majoritatea locuitorilor (97,79%) erau catolici. Pentru 0,82% din locuitori nu este cunoscută apartenența confesională.